# Frederick Albert Saunders
Frederick Albert Saunders (* 18. August 1875 in London (Ontario); † 9. Juni 1963) war ein kanadischer Physiker.

## Leben und Werk
Er studierte Physik an der Universität Toronto, wo er im Jahr 1895 einen Abschluss als Bachelor of Science erlangte. Im Jahr 1899 promovierte er im Arbeitskreis von Henry A. Rowland an der Johns Hopkins University. Nach einer zweijährigen Anstellung als Instructor am Haverford College erhielt er 1901 einen Ruf an die Syracuse University. Der Schwerpunkt seiner Arbeiten lag auf dem Gebiet der spektroskopischen Untersuchungen.
Im Jahr 1913 besuchte er für  wissenschaftliche Studien das Cavendish-Laboratorium an der Universität Cambridge und den Arbeitskreis von Friedrich Paschen an der Universität Tübingen. 1916 wurde Saunders in die American Academy of Arts and Sciences gewählt, 1925 in die National Academy of Sciences.
Bekannt wurde er durch seine Arbeiten mit Henry Norris Russell, die 1925 zur Formulierung der Russell-Saunders-Kopplung führte.